# Blonde Venus
 Blonde Venus és una pel·lícula estatunidenca dirigida per Josef von Sternberg, estrenada el 1932. Cinquena pel·lícula de la parella Marlene Dietrich / Josef von Sternberg després Der blaue Engel,  Morocco, Dishonored i Shanghai Express.
El tema dramàtic és tractat en termes de comèdia excèntrica, amb tres números musicals dissenyats per ressaltar el talent de cantant de la Dietrich. Es tracta de "You little So-and-So" (música i lletra de Sam Coslow i Leo Robin), "I couldn't be annoyed" (música i lletra de Leo Robin i Richard A. Whiting), i "Hot Voodoo "(música de Ralph Rainger, lletra de Sam Coslow): una peça llarga d'uns 8 minuts, la primera part de la qual purament instrumental, la Dietrich s'exhibeix en una dansa on portava un vestit de goril·la.

## Argument
Sobre el feliç matrimoni de l'ex cantant i ballarina de cabaret alemanya Helen i el químic nord-americà Edward (Ned), que van tenir el petit Johnny, pesa la greu malaltia de Ned, contaminat per la radiació. Per recollir de forma ràpida els diners que necessita pel tractament, Helen ha de tornar a cantar al night club amb el paper de "Blonde Venus", i té molt d'èxit cada nit, i a canvi d'ajuda econòmica, fins i tot accepta convertir-se en l'amant del fascinant polític i playboy Nick Townsend. Quan el seu marit, en tornar del tractament, descobreix la traïció, Helen fuig amb Johnny. Obligada a separar-se del nen, es trasllada a París, on va reprendre les actuacions amb èxit creixent, i de nou es reuneix amb Nick. Els dos decideixen tornar als EUA, però aquí Helen no pot resistir la necessitat de reunir-se amb la seva família (un final feliç imposat per la Paramount).

## Producció
La pel·lícula, produïda per la Paramount Pictures, va ser rodada des del 26 de maig a l'11 de juny de 1932 a Califòrnia, en el Paramount Ranch, el 2813 de Cornell Road d'Agoura i als Paramount Studios, al 5555 de Melrose Avenue a Hollywood.

## Distribució
La pel·lícula es va estrenar en sales el 16 setembre de 1932, distribuït per la Paramount Pictures.

## Repartiment
- Marlene Dietrich: Helen Faraday
- Herbert Marshall: Edward Faraday
- Cary Grant: Nick Townsend
- Dickie Moore: Johnny Faraday
- Gene Morgan: Ben Smith
- Rita La Roy: "Taxi Belle" Hooper
- Robert Emmett O'Connor: Dan O'Connor
- Sidney Toler: L'inspector Wilson
- Morgan Wallace: Doctor Pierce
- Clarence Muse: Charlie
- Hattie McDaniel: Cora